# 二氯化钨

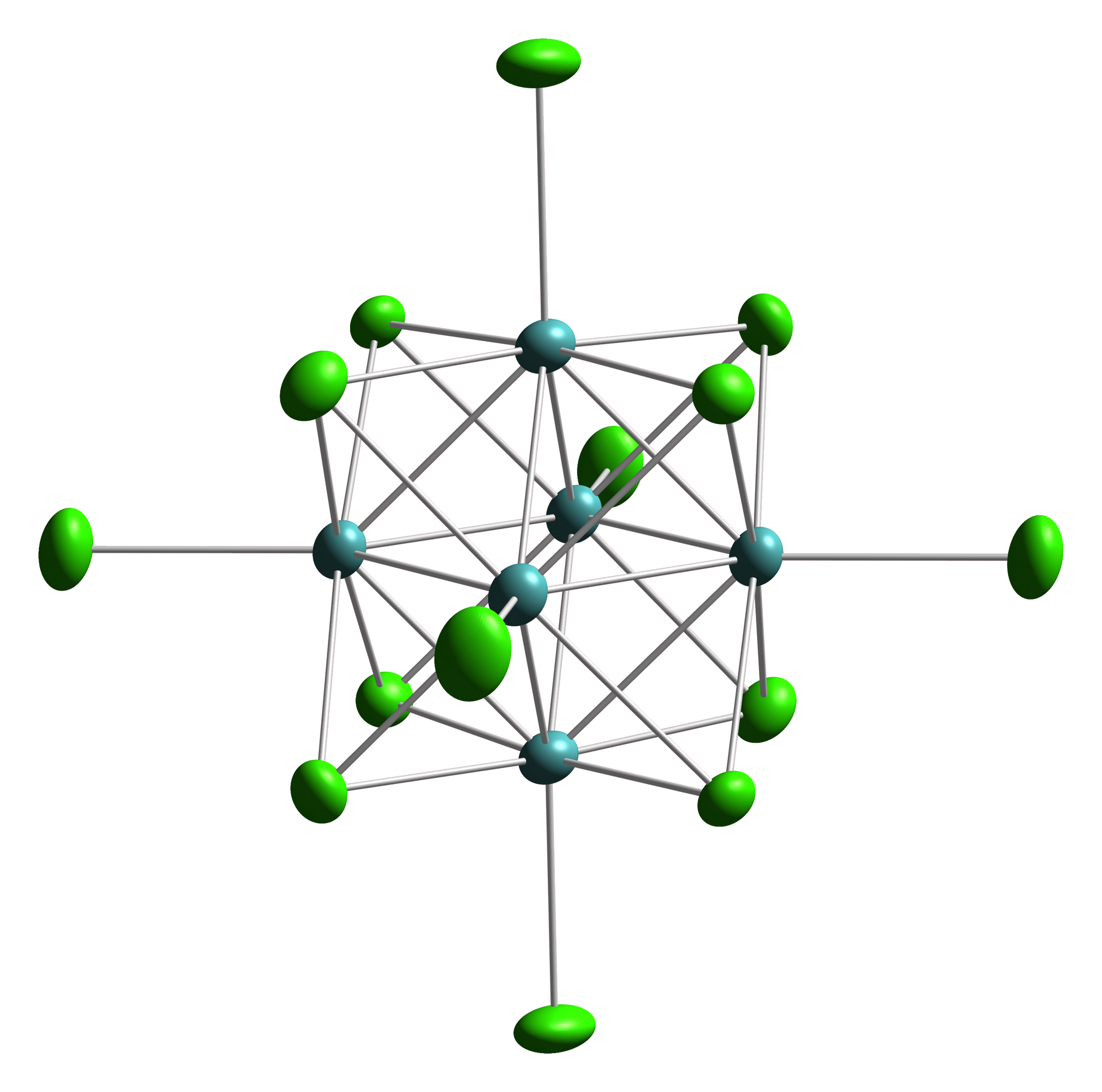
Structure of the cluster anion [W_{6}Cl_{14}]^{2−}

二氯化钨是一种无机化合物，化学式为W6Cl12。它是八面体的高分子簇合物。它可溶于浓盐酸，生成(H3O)2[W6Cl14](H2O)x，加热这种水合物会得到黄棕色的W6Cl12。它的结构和二氯化钼类似。
二氯化钨可以由六氯化钨的还原反应得到，还原剂可用铋：
6 WCl6  +  8 Bi  →   W6Cl12  +  8 BiCl3
.